# Редупликативна парамнезија
Редупликативна парамнезија (РП) садржајно је специфична заблуда или уверења које се јавља код пацијената се поремећајем функција мозга, на основу које он верује да су место или места дуплирана, односно постоје на два или више локације истовремено или да је неко место премештено на друго место. 
Ова врста парамнезије која је један од синдрома заблуде и погрешне идентификације, иако се ретко јавља, најчешће је повезана са стеченим оштећењем мозга, посебно оштећењем десне мождане хемисфере и оба чеона (фронтална) режња. Према томе РП првенствено резултат органског а не психијатријског узрока који га разликује од других ДМС.

## Историја
Појам редупликативна парамнезија први је пут је 1903. године употребио психијатар Арнолд Пик за опис стања код пацијента са сумњом на Алцхајмерову болест код пацијентице која  је инсистирала да је премјештена из Пикове градске клинике у ону за коју је тврдила да изгледа идентично, али да се налази у њој познатом предграђу. Да би објаснила неслагање, ова пацијентица је и даље тврдила да су Пик и медицинско особље радили на обе локације.
Међутим, ретроспективном анализом литературе утврђено је да су о се о овом феномену први пут изјаснили швајцарски природњаци Шарл Боне 1788. године, који је описао жену која је имала оно  што би се сада називало Котарова заблуда (у којој особа која је жива и здрава верује да је мртва), а касније  Патерсон и Зангвил који су известили о војницима који су имали заблуду да је њихова болница смештена у њиховом родном граду. За ове заблуде претпоставило се да су највероватније узроковане повредом мозга. 
Тек 1976. године озбиљно се узео у разматрање овај поремећај, када су Бенсон и његови сарадници пријавили три случаја редупликативна парамнезија. Бенсон није само описао запањујуће редукцијске синдроме код својих пацијената, већ је покушао објаснити ову појаву у смислу неурокогнитивних дефицита који су такође присутни код пацијената. Ово је био један од првих покушаја давања неуропсихолошког објашњења узока редупликативне парамнезије.

## Епидемиологија
Тренутно нема епидемиолошких података о инциденцији и преваленцији редупликативне парамнезије. Ово је последица опште оскудност епидемиолошких процена свих ДМС-а са привременим шифрама на основу којих се приказују ретроспективни прегледи и појединачне студије случаја. Међутим, садржајно специфичне заблуде (од којих је једна редупликативна парамнезија) се према проценама јављају код отприлике код 1 до 5,3% особа у психијатријском окружењу. Наравно, ове процене обухватају све варијанте ДМС које вероватно имају различите основне механизме и у распону су од психијатријских до неуролошких и стога, морају бити посматране опрезно. 
До данас, једини покушај да се процени преваленција редупликативне парамнезије рађен је на малом узорку стационарно лечених алкохоличара који демонстрирају феномен редупликативне парамнезије у око 8% ове популације.
Тек систематском проценом и бољим извештавањем феномена редупликативне парамнезије у наредним деценијама требало би утврдити тачне епидемиолошке податке.

## Етиологија
Парамнезија је квалитативно оштећење памћења а карактерише га заблуда као сећање. Особа која пати од парамнезија доживљава лажна сећања за која тврдите да су истинита и да понекад могу да истисну стварне ситуације којих је готово немогуће упамтити. Парамнезија може имати карактеристике аносогнозије: особа није свесна својих симптома завере и одупире се било каквим контрадикцијама које код ње могу настати.
Особа која пати од редупликативне парамнезије налази се у одређеном физичком простору и сматра да се тај простор дуплира и на другом месту, односно да постоје два идентична места у различитим просторима, због неуспеха у исправној идентификацији одређеног места.
Када се особа са редупликативном парамнезијом врати на одређено место, она евоцира одређена сећања на то место, али није свесна да је то исто место, на коме је веч била и верује да је то још један физички простор, потпуно истоветан као као онај који јој је остао у сећању.
Редупликативна парамнезија описана је у контексту низа неуролошких поремећаја, укључујући:
- мождани удар,
- мождано крварење,
- рак у трећој можданој комори,
- деменцију,
- токсичну и посттрауматску енцефалопатију,[1]
- руптуру анеуризме које захвата Вилисов артеријски круг
- разне менталне поремећаје.

Поновно пресељење на познато место (попут дома или града који пацијент добро познаје) честа је тема редупликативне парамнезије, иако повремено пацијент може веровати да живи на фантастичнијим или егзотичнијим местима.

## Патогенеза
Рана психодинамичка објашњења редупликативне парамнезије наводе да она није била директно повезана са повредом мозга, већ да произлази из мотивисаног порицања болести; посебно, како су тврдили Вајнстејн и Кан, код оних који болест сматрају  несавршенством, слабошћу или срамотом.
Други рани истраживачи прихватили су да је повреда мозга важан фактор, али наводе да је дезоријентација била хистерична реакција  мотивисана жељом за повратком кући.
Међутим, већина савремених теорија наводи да је редупликативна парамнезија узрокована поремећајем у раду можданих система који учествују у процесу памћења и познавању, што је била тема првотног Пиковог објашњења, у коме је навео да је пресудни механизам  грчевити напад који је пореметио свесно памћење.
Бенсон и колеге касније су тврдили да пацијентима код којих долази до оштећења десне хемисфере мозга не успева да одрже оријентацију због оштећења визуелопросторне перцепције и визуалне меморије, док је оштећење чеоног режња отежавало инхибицију лажних импресија узрокованих дезоријентацијом.
Новија истраживања широко су подржала ово ставове, а према подацима из литературе ради се о конфабулацији, где се чини да се пацијенти присећају лажних сећања без икаквог сазнања да су лажни, често и у контекст оштећења чеоног режња мозга. Оштећење десне мождане хемисфере такође је повезано с аносогнозијом, код које пацијенти изгледа нису свесни често упечатљивих инвалидитета присутних након повреде мозга, што такође упућује на везу са недостатком вида који се јаља код овог поремећаја.
Једна студија случаја предложила је прецизније објашњење, наводећи да је оштећење главног тока визуалног система, који повезује видни кортекс са подручјима у слепоочним режњевима, могла произвести потребну визуално-просторну дезоријентацију и лошу интеграцију меморије. Познато је да слепоочна подручја (укључујући хипокампус) снажно комуницирају са чеоним режњевима током формирања и проналажења меморије, што се навоводи као објашњење зашто би  оштећење чеоног режња такође могло довести до овог стања.

## Клиничка слика
Пацијенти са РП су у стању да препознају позната места или оријентире на адекватан начин, али изгледа да имају потешкоће са оријентисањем локације ових места у односу на оно што је тачно.
Ова потешкоћа се може манифестовати у најмање једном од три веровања:
- редупликацији места,

- химерична асимилацији,

- екстравагантна просторна локализација.

Осим заблуде и веровања у дуплицирање, присутан је и спектар когнитивних и бихевиоралних поремећаја који се могу посматрати код пацијената са РП. Сматра се да постоје три групе когнитивних дефицита неопходних за РП, конкретно:
- дефицити памћења,

- оштећене географске/визуопросторне вештине

- дисфункција извршних вештина.[12]

Такође пацијенти са РП често показују мало бриге у вези са својим стање и смањено предвиђање.
Конфабулација је такође уобичајена код РП и обично се релативно брзо јавља након почетне повреде мозга. Карактерише се допуњавањем празнина у сећању измишљеним детаљима и фиктивним епизодама односно причање измишљених, фантастичних прича као истинитих.

## Дијагноза
Побољшане дијагностичке технике данас су омогућиле повећање тачности у идентификацији неуролошких болести код оних који имају садржајно специфичне заблуде укључујући и РП.
Међутим, дијагноза РП можда није једноставна због сличности између разних других заблуда и поремећаји перцепције који се обично примећују у различитим неуролошким стањима.
Како је уобичајено је да пацијенти доживе конфузију, конфабулацију и пате од поремећаја памћења, посебно када је захваћен фронтални режањ, важно је при постављању дијагнозе РП да се утврди  врста заблуде  која омогућава диференцијацију од других поремећаја когниције који заправо можда и нису лажно веровање. На пример, заблуда мора бити упоран и отпоран на било какве покушаје убеђивања, а њихова уверења су нетачна или немогућа упркос јасним доказима о супротном.

## Терапија
РП се често спонтано повлачи обично након периода рехабилитације и преоријентације пацијента. Тренутно нема специфичног третмана за ову болест, тако да је терапија обично усмерена на лечење узрока који је довео до РП или се пацијенту дају антидепресиви да би се супротставили променама расположења које могу да изазову болест.
Како и у литератури, постоји недостатак података о успешном управљању или лечења  РП, из неколико извештаја се сазнаје да је синдром саниран након ниских доза халоперидола (једног од старијих антипсихотика који се користи за лечење схизофреније и за третман акутних психозних стања и делиријума)  а такође и флуфеназин хидрохлорид (такође антипсихотика) када је халоперидол био неефикасан.
Поред тога, наводи се и имуномодулаторна терапија која се показала ефикасном у решавању РП код болесника са ретком аутоимуном болешћу. Она се заснивала на примени имуноглобулина од 0,4 г/кг (ИВИГ) пет дана, уз додатак 60 мг преднизона након четири дана. Након три дана ИВИГ третмана. РП је решен. Релевантан и повољан одговор на имуномодулаторну терапију који се може применити у будућности за РП може се применити само код оних синдрома који се могу приписати дисфункцији ВГКЦ антитела.